# Pigi (Creta)
Pigi è un villaggio del comune di Rethymno (unità regionale) istituita dalla riforma Kallikratis, nella prefettura di Rethymno a Creta. Capitale del nuovo comune è Rethymno.

## Geografia e storia
Pigi si trova a 9 km ad est di Rethymno, ad un'altitudine di 60 metri, sulla strada verso il monastero di Arkadi ed a breve distanza dal villaggio Adele. Il villaggio è stato occupato dai Veneziani

## Monumenti e luoghi d'interesse
A Pigi esistono chiese importanti: la chiesa di Santa Parasceva (Agia Paravskevi), della Madonna, di San Giorgio (Agios Georgios) di Koutroulis, di San Giorgio (Agios Georgios) e di San Giovanni (Agios Ioannis) e altre. La chiesa di Agios Nicolaos è decorata con affreschi del XIV secolo mentre quella di Agios Georgios è decorata con affreschi del 1411.

## Infrastrutture e trasporti
C'è un servizio di autobus (KTEL) da Rethymno per Pigi